# Skotawa
Skotawa (deutsch Schottow, früher auch Schotthof und Schottof) ist ein kleiner Fluss in der polnischen Woiwodschaft Pommern, der in seinem Verlauf am Landschaftsschutzpark Stolpetal (polnisch: Park Krajobrazowy Dolina Słupi), in dem sie entspringt und in dem sie dann mündet, entlang von Südosten nach Nordwesten fließt.
Die Skotawa entspringt im Jezioro Lipieniec Duże südlich des Dorfes Łupawsko (Lupowske, 1938–1945 Grünental, heute Gemeinde Czarna Dąbrówka) am Südwestufer des Jezioro Jasień (Jassener See). Auf ihrem 44,6 Kilometer langen Weg zur Mündung in die Stolpe (polnisch: Słupia) durchfließt sie zunächst die beiden Seen Jezioro Skotawsko Wielkie [Duże] (Großer Schottofske-See, 1938–1945 Großer Schottowsee) und Jezioro Skotawsko Małe (Kleiner Schottofske-See, 1938–1945 Kleiner Schottowsee) bevor sie dann in seinem biegungsreichen Lauf das charakteristische Bild eines Mäanders bildet.
In ihrem Verlauf durchzieht die Skotawa zunächst den Powiat Bytowski (Kreis Bütow) und tritt nach Verlassen des Landschaftsschutzparks Stolpetal nach wenigen Kilometern in den Powiat Słupski (Kreis Stolp) ein, bevor sie dann südwestlich von Dobieszewo (Groß Dübsow) wieder in den Landschaftsschutzpark eintritt und ihn bis zur Mündung in die Stolpe durchfließt.
Entlang des Flusslaufs befinden sich die Ortschaften Skotawsko (Schottofske, 1938–1945 Schottow), Nożyno (Groß Nossin) und Nożynko (Klein Nossin) der Gemeinde Czarna Dąbrówka (Schwarz Damerkow) sowie Jawory (Gaffert), Jamrzyno (Jamrin), Dębnica Kaszubska (Rathsdamnitz) und Skarszów Dolny (Unter Scharsow) der Gemeinde Dębnica Kaszubska.
Heute ist die Skotawa ein Anziehungspunkt für Touristen und speziell der Kajaksportler.